# Frauenwaggon

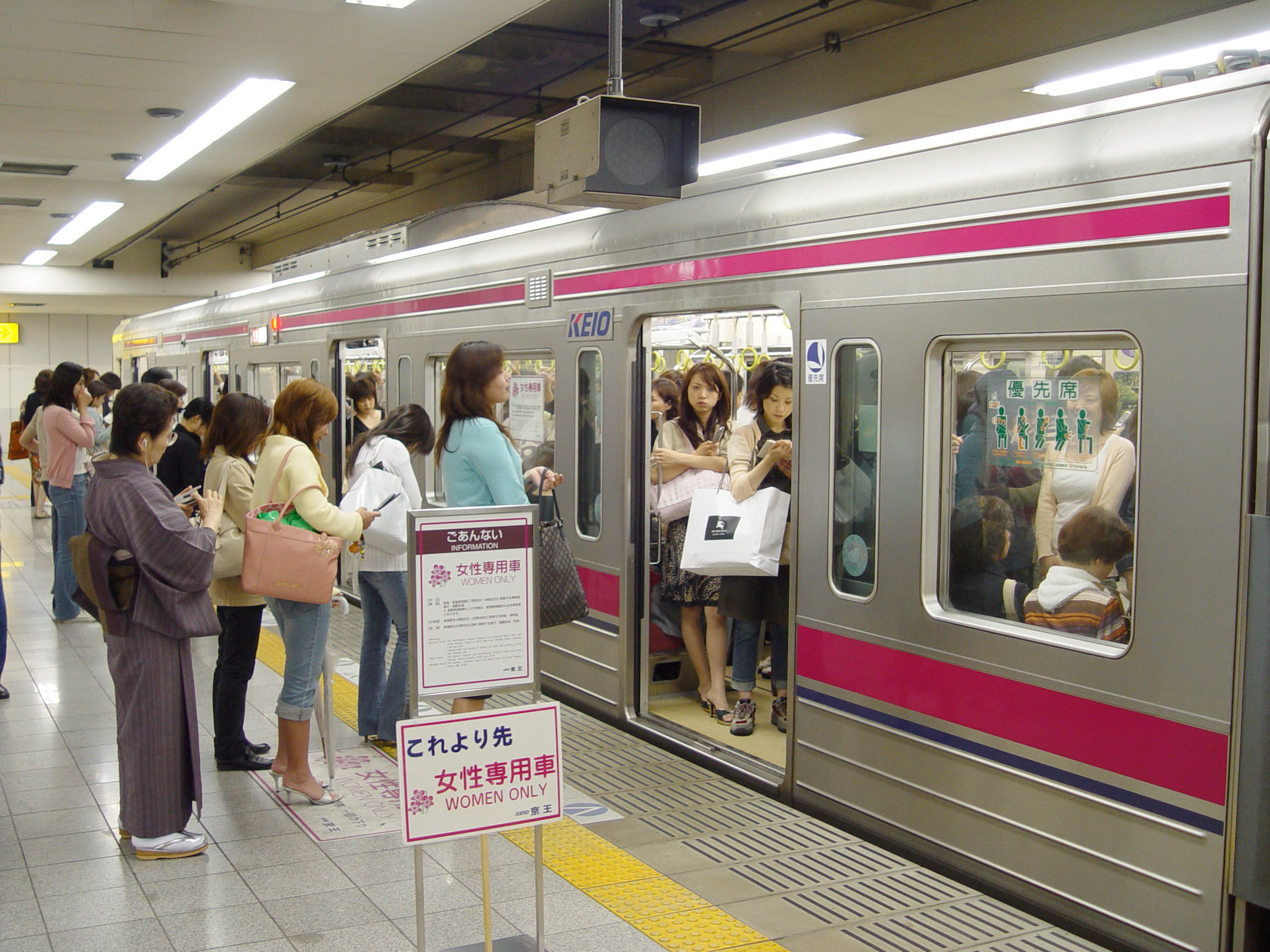
Frauenwaggon der Keiō-Linie, im Bahnhof Shinjuku, Tokio

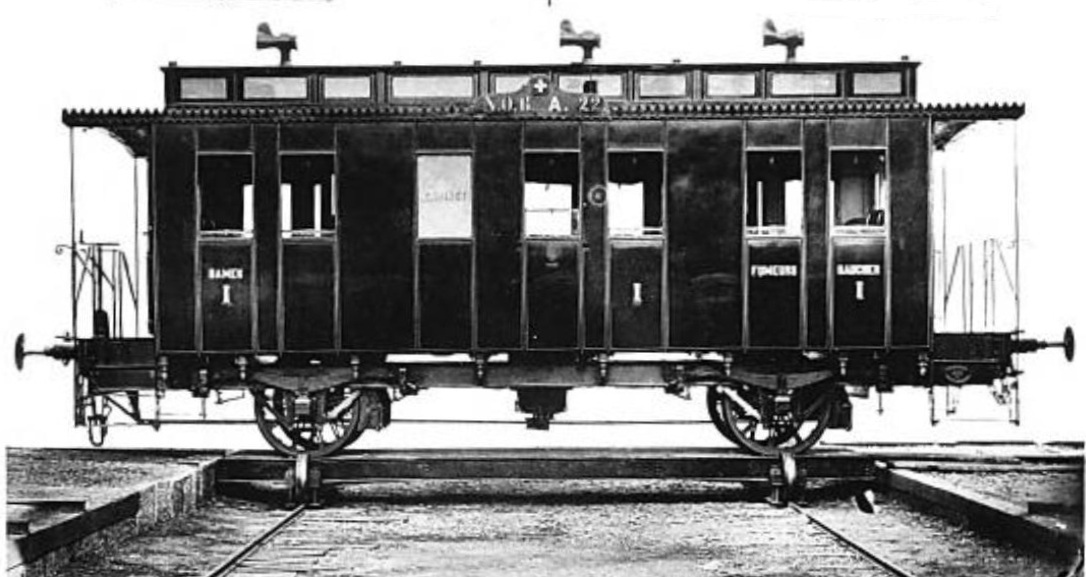
1874 in Dienst gestellter Erste-Klasse-Wagen der Serie 21–31 der Schweizerischen Nordostbahn, am linken Ende das Damenabteil

Ein Frauenwaggon respektive ein Frauenabteil oder Damenabteil ist ein bestimmter Bereich eines öffentlichen Verkehrsmittels, in den nur Frauen einsteigen dürfen. In Japan erlauben Bahngesellschaften daneben auch den Zustieg von Rollstuhlfahrern beiderlei Geschlechts. Jungen bis zum Höchstalter von zwölf Jahren dürfen die Abteile in Begleitung einer Frau häufig ebenfalls benutzen.

## Japan

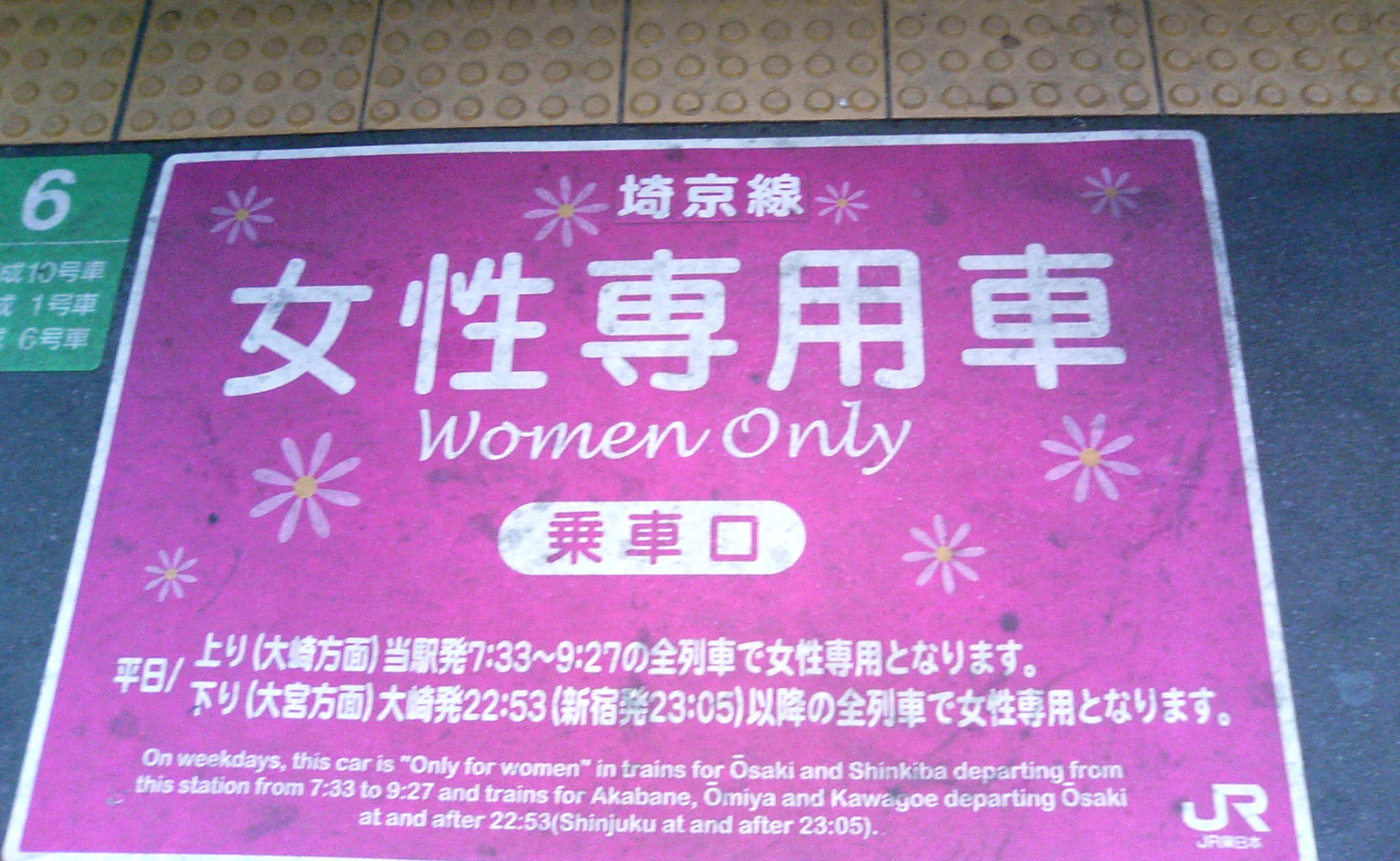
Hinweis-Schild auf dem Bahnsteig des Bahnhofs Shinjuku

In Japan wurden Frauenwaggons (jap. 女性専用車両, josei sen’yō sharyō) zuerst von der Tokioter Vorortbahngesellschaft Keio im Jahr 2000 auf einigen Linien am späten Abend eingeführt. Angeregt wurde die Einführung durch japanische Feministinnen. Die Waggons sind als eine Maßnahme gegen sexuelle Belästigung (Chikan) gedacht, die in überfüllten Zügen in Japan häufig vorkommt. Seither hat sich das Konzept des Frauenwaggons stark verbreitet.
Heute existieren Frauenabteile in einigen Städten des Landes, nicht nur in Tokio, sondern auch in Kansai. Die entsprechenden Fahrzeuge sind nicht den ganzen Tag über Frauen vorbehalten, sondern etwa in den Morgenstunden bis 10:00 Uhr und zur abendlichen Hauptverkehrszeit von 17:00 bis 21:00 Uhr. Außerdem behalten sich alle Gesellschaften explizit das Recht vor, in besonders frequentierten Stoßzeiten die Frauenwaggons wieder für alle Passagiere zu öffnen, also ausgerechnet dann, wenn die Enge im Fahrzeug Chikan besonders erleichtert.
Gleichzeitig hat sich in Japan auch starke grundsätzliche Kritik an den Frauenwaggons etabliert, die beklagt, dass Frauenwaggons je nach Linie oft am Kopf des Zuges oder an anderen zum Ein- und Aussteigen günstigsten Positionen eingerichtet sind und somit Männer diskriminieren.
Die Idee der Frauenwaggons lässt sich auf spezielle Mutter-Kind-Abteile zurückführen, die schon in der Taishō-Zeit und dann wieder in den 1970er Jahren etabliert wurden.
Auf Grund der hohen Anzahl an falschen Chikan-Beschuldigungen werden vermehrt auch Männerwaggons gefordert, so zum Beispiel 47,5 Prozent der Aktionäre auf der Aktionärsversammlung 2009 der Seibu Holdings als Muttergesellschaft der Seibu Tetsudō.

## Deutschland
Auch in Deutschland gab es Abteile, die für Frauen reserviert waren, zum Beispiel bei den Preußischen Staatseisenbahnen, dort in allen vier Wagenklassen. Das Betreten der Frauenabteile war streng reglementiert. Die (männlichen) Schaffner durften das Abteil nur zur Fahrkartenkontrolle, in Notfällen oder auf Wunsch der dort reisenden Damen betreten und sich dort keinesfalls setzen. Als während des Ersten Weltkriegs das Reisenden-Aufkommen erheblich anstieg, wurden die Frauenabteile – zunächst in den niedrigen Zuggattungen –, dann in allen Zügen, außer Arbeiterzügen, abgeschafft.
2016 führte Transdev Regio Ost in den als Mitteldeutsche Regiobahn vermarkteten Regionalexpress-Zügen zwischen Leipzig und Chemnitz Frauenabteile ein, um das Sicherheitsgefühl der weiblichen Fahrgäste zu stärken.

## Österreich
Die Österreichischen Bundesbahnen bieten im EuroCity- und InterCity-Verkehr neben Damenabteilen auch Stillabteile und Kleinkindabteile an. In Wien forderte die nicht amtsführende Stadträtin Ulrike Nittmann (FPÖ) in einem Interview zum Amtsantritt im März 2019 Frauenwaggons bei U-Bahn und Straßenbahn.

## Türkei
Für den 2015 eröffneten Oberleitungsbus Malatya beschaffte der Betreiber 2017 zwei spezielle Wagen für weibliche Fahrgäste, die sich durch ihre rosa Lackierung auch äußerlich von den grauen Standardwagen für beide Geschlechter unterscheiden. Die Spezialwagen verkehren auf bestimmten Kursen, die im Fahrplan entsprechend verzeichnet sind. Ursprünglich waren dies acht Fahrten täglich, inzwischen fahren sie nur noch vier Mal am Tag. Darüber hinaus führte die Stadtbahn Bursa ebenfalls 2017 spezielle Frauenabteile ein.

## Weitere Länder

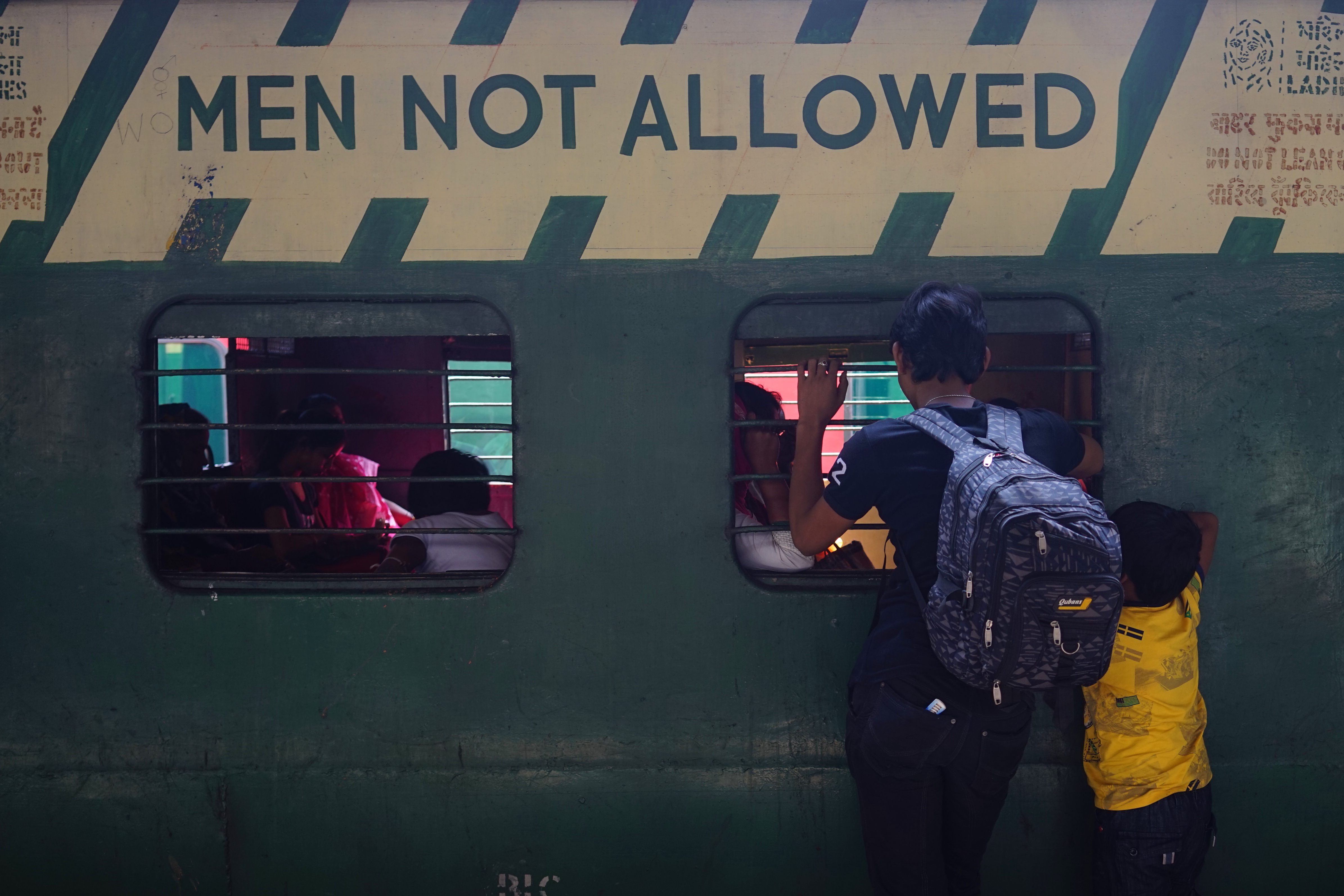
Frauenabteil in Indien

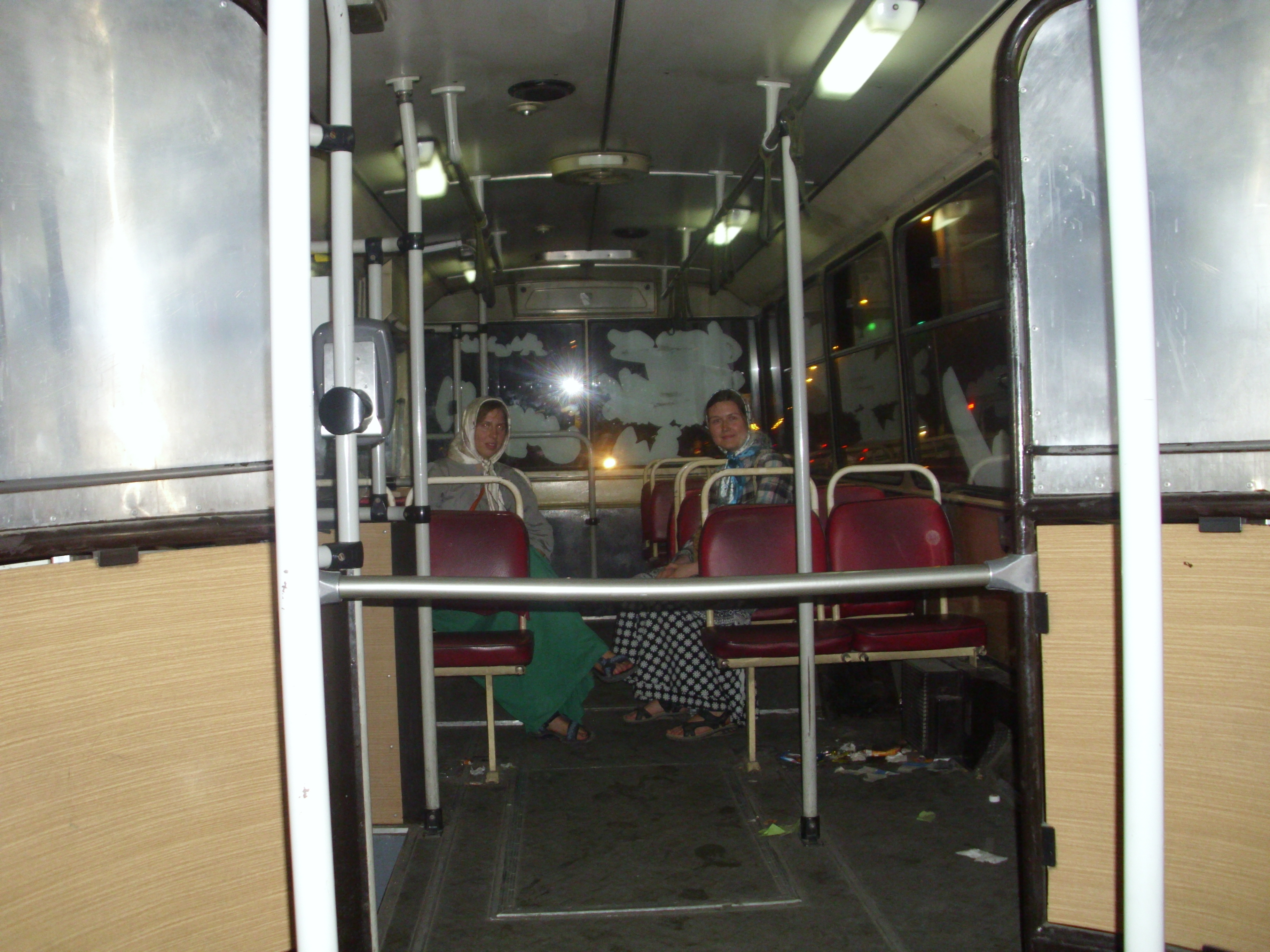
Teheran: Abgetrenntes Frauenabteil im Nachläufer eines Gelenkoberleitungsbusses

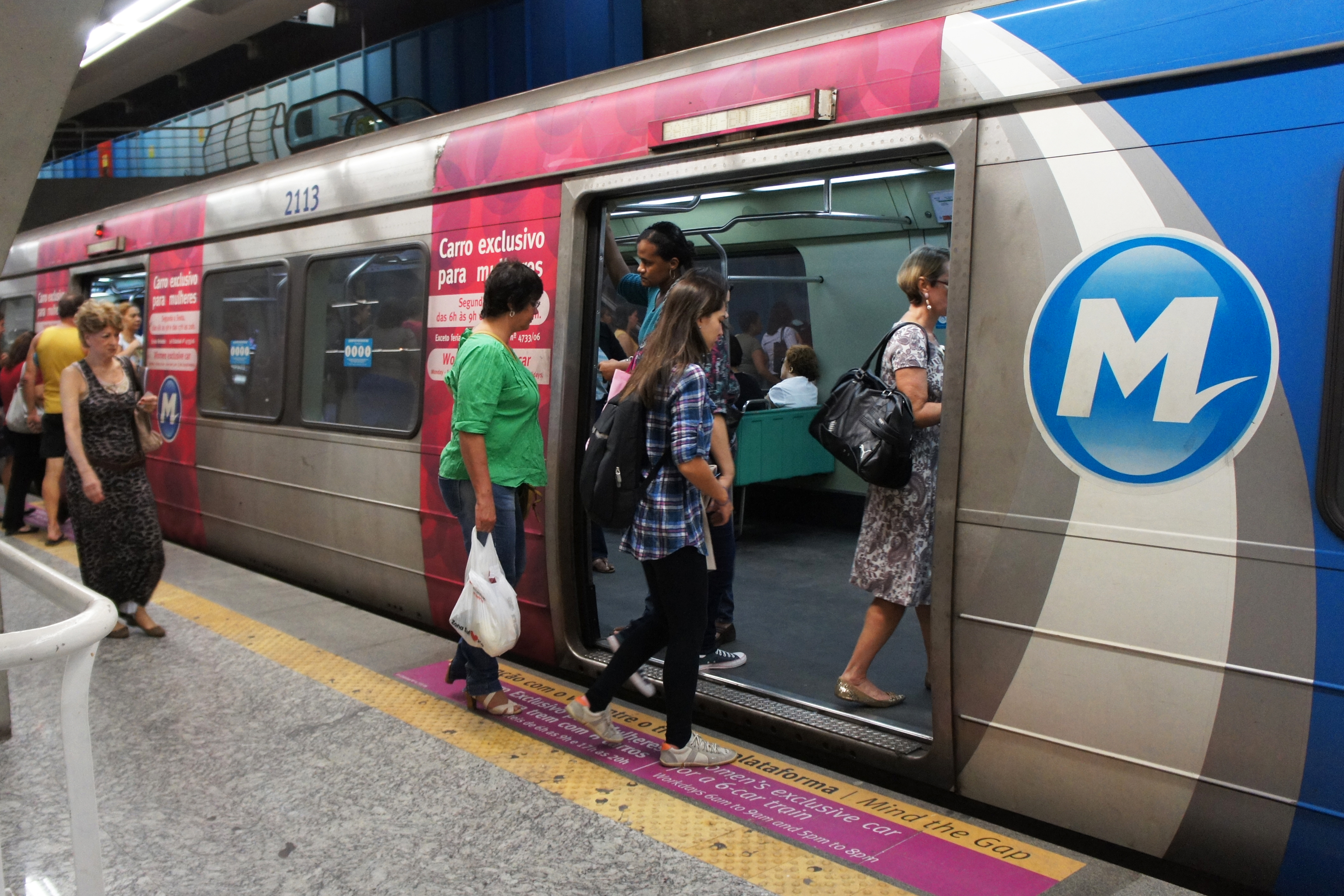
Zugang zu einem Frauenabteil in Rio de Janeiro

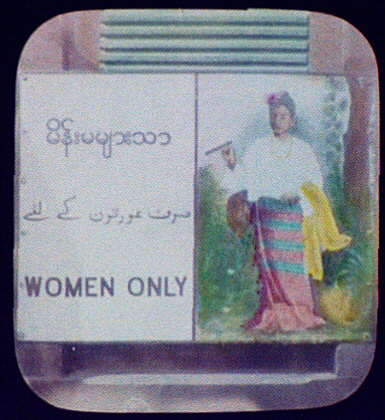
Beschilderung eines Frauenwaggons in Britisch-Burma, ca. 1895

Frauenabteile sind in zahlreichen weiteren Ländern anzutreffen, so etwa bei der Indischen Eisenbahn oder auch bei der Indonesischen Staatsbahn. Auch die ehemalige Chesapeake and Ohio Railway in den Vereinigten Staaten bot früher diesen Service für Frauen, ebenso wie die britischen Staatsbahnen auf dem indischen Subkontinent im 19. und frühen 20. Jahrhundert.
Im Stadtverkehr sind Frauenabteile vor allem im islamisch geprägten Nahen Osten anzutreffen, so etwa bei der Metro Dubai, der Metro Kairo, der U-Bahn Teheran, der Straßenbahn Alexandria, beim Oberleitungsbus Riad und beim Oberleitungsbus Teheran. Bei der Doha Metro gibt es Familienabteile, die durch Familien und alleine reisende Frauen genutzt werden können.
In Brasilien bietet die Metrô Rio de Janeiro Frauenabteile an, in Malaysia die Busse und Taxen, in Südkorea die U-Bahn Busan, in Thailand die Bangkok Metro und auf den Philippinen die Mass Rapid Transit Manila.